# Берчешти (Бузау)
Берчешти (рум. Bercești) насеље је у Румунији у округу Бузау у општини Козиени. Oпштина се налази на надморској висини од 287 m.

## Становништво
Према подацима из 2002. године у насељу је живело 193 становника, од којих су сви румунске националности.